# Festival ekološkog pozorišta za decu i mlade
Festival ekološkog pozorišta za decu i mlade FEP je pozorišna manifestacija koja se od 1995. godine organizuje u Bačkoj Palanci.
FEP je međunarodni dečiji pozorišni festival takmičarsko - revijalnog tipa, koji se odžava tokom leta. Specifičnost i značaj ovog festivala jesu u tome što Bačka Palanka nema svoju pozorišnu salu, nego se ceo festival odžava u prirodi, shodno tome glavni, takmičarski deo programa propraćen je ekološkim radionicama i edukacijama za decu, pratećim sadžajem sportskog, likovnog i zabavnog tipa. Sve prestave koje se biraju za festival svojom tematikom moraju biti nekim delom vezane za prirodu i očuvanje životne sredine.
Svake godine program festivala prati preko 1500 dece i roditelja, dok preko 200 srednjoškolaca volonterski učestvuje u organizaciji i realizaciji festivala, veliki broj mladih okuplja se oko kreativno-umetničkih radionica i učestvuje u ekološkim akcijama.

## Program festivala

#### Predstave
Sve predstave koje učestvuju na festivalu moraju da ispunjavaju uslove učešća na festivalu, pre svega da budu profesionalne predstave koje su namenjene deci predškolskog i nižeg školskog uzrasta. Predstave se mogu izražavati bilo kojim vidom pozorišta za decu od klasičnih dečijih predstava do ostalih formata, lutkarskih predstava, koreodrama, pozorište senki, mjuzikla, monodrama i slično.

#### Nagrade
Predstave se takmiče za nagradu Dobro drvo u kategorijama:
- Nagrada za najbolju predstavu u celini po odluci stručnog žirija (50.000,00 RSD i plaketa)
- Nagrada za predstavu najbližu deci po odluci dečijeg žirija (plaketa)
- Nagrada za najbolju predstavu po glasovima publike. (plaketa)
- Pojedinačne nagrade po odluci stručnog žirija (specijalna nagrada, glumačke nagrade, nagrada za vizuelni identite itd.)
- Nagrada Saveta festivala i Umetničkog odbora za poseban doprinos u stvaralaštvu za decu i mlade (plaketa)

Revijalni program festivala takođe sadrži predstave, u pitanju su predstave koje mladi za mlade ili predstave eksperimentalnog karaktera namenjene deci. Predstave se biraju u odnosu na prijavljen materijal i temu festivala te godine.

## Prateći program
Svake godine se tokom festival organizuje i raznolik prateći program. Različite vrste radionica i predavanja za decu kulturnog i umetničkog karaktera, kao i ekološke akcije, muzički programi, izložbe i tribine. Festival nudi i ralzličite vrste sportskih radionica i dešavanja, organizovana je i povorka biciklista kojoj se svake godine priduži preko 500 biciklista koji svojom vožnjom svečano otvaraju festival.

## Projekti festivala

#### Predstave
- Plava ptica, nastala u koprodukciji između Festivala ekološkog pozorišta za decu i mlade, Centra za razvoj cirkuskih umetnosti Ludifiko iz Novog Sada i Narodnog pozorišta Sombor
- Devojčica sa šibicama nastala u koprodukciji Festivala ekološkog pozorišta za decu i mlade, Pozorišta mladih Novi Sad i Udruženja Sloboda nema cenu
- Ja sam Akiko nastala u koprodukciji Dečje scene ”Pođi tuda…”, Kulturnog centra Pančeva i Festivala ekološkog pozorišta za decu i mlade.

#### Ostali projekti
- Ko to ište pozorište?
- Zimska bajka za Lenku
- Ne u mojoj smeni